# تپه اسلام
تپه اسلام مربوط به عصر آهن - سده‌های اولیه دوران‌های تاریخی پس از اسلام است و در شهرستان گرمی، بخش موران، دهستان اجارود شرقی، روستای شلوه سفلی واقع شده و این اثر در تاریخ ۳۰ بهمن ۱۳۸۶ با شمارهٔ ثبت ۲۱۰۵۸ به‌عنوان یکی از آثار ملی ایران به ثبت رسیده است.